# Институтская улица (Зеленогорск)

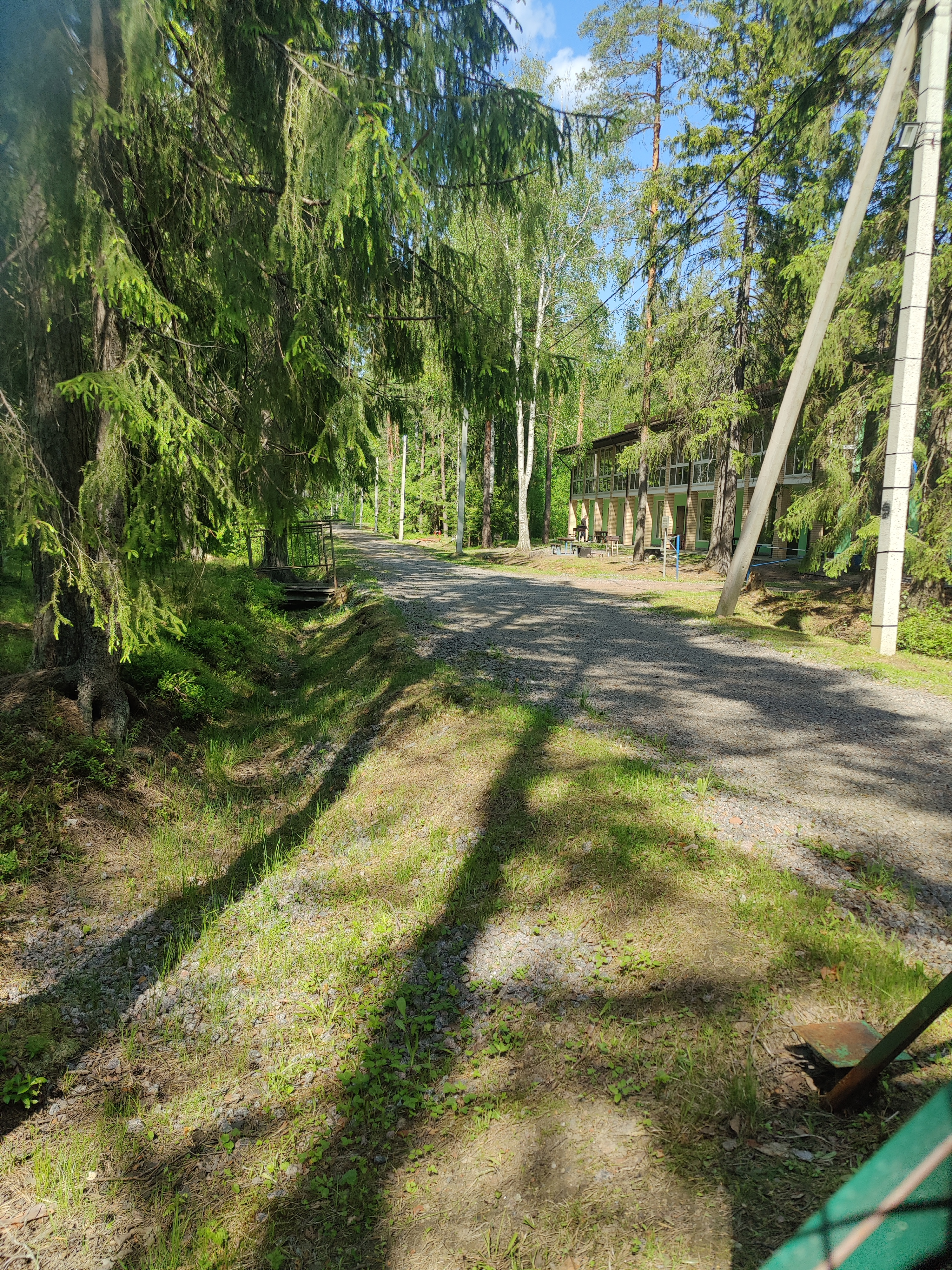
Вид упразднённого участка, спортивно-оздоровительная база

Институ́тская у́лица — улица в городе Зеленогорске Курортного района Санкт-Петербурга. Юридически проходит от Невской улицы до Длинной улицы, фактически — от Невской улицы до Инженерной улицы.
Первое название — Erottajakatu (переводится с финского языка как Разлучная улица) — появилось в 1920-х годах. Его этимология неизвестна. Первоначально Erottajakatu проходила от Невской улицы за Длинную улицу и далее за Сапожную улицу, которая прежде поворачивала на восток и упиралась в Институтскую.
Институтской улица стала после войны. Происхождение этого наименования тоже неизвестно.
20 июля 2010 года был упразднен участок севернее Длинной улицы, вошедший в состав территории спортивно-оздоровительной базы «Прибой» (проспект Ленина, 59).
Согласно проекту планировки, Институтскую улицу планируется продлить на юг до Паровозной улицы.